# Ascidia zyogasima
Ascidia zyogasima is een zakpijpensoort uit de familie van de Ascidiidae. De wetenschappelijke naam van de soort is voor het eerst geldig gepubliceerd in 1962 door Tokioka.